# Sith
Sith là một tổ chức hư cấu xuất hiện trong vũ trụ Star Wars. Nó là một chính quyền bán tôn giáo giữa các vì sao được dẫn dắt bởi những kẻ muốn có quyền lực thông qua vũ lực và thủ đoạn. Đặc trưng của người Sith là những kẻ thèm muốn quyền lực và hủy diệt Hội đồng Jedi vì họ trái ngược hoàn toàn về tư tưởng ngư dùng Thần Lực để tấn công, một điều cấm kỵ của Jedi và họ sử dụng sức mạnh bóng tối như sợ hãi, tức giận, hân thù, hỗn loạn.
Sith có một lịch sử lâu dài, Bắt đầu vào khoảng 6000 năm trước Chiến tranh vô tính sau sự kiện Trăm năm bóng tối được thành lập bởi các Dark Jedi đi đày. Luôn thèm thuồng quyền lực để thống trị thiên hà, người Sith luôn xung đột với Trật tự Jedi-những người bảo vệ thiên hà.  Sau bao nhiêu năm chiến tranh, người Sith cuối cùng cũng thua và đị lưu đày đến Korraban (tức hành tinh mẹ của Sith và cũngcủa một tộc người ngoài hành tinh tên Sith); những Jedi nghĩ rằng họ đã thắng cuộc chiến nhưng họ luôn hiện diện ngầm và vực dậy rất nhiều lần như lập ra đế chế Sith trong những năm 4000 đến 1000 năm trước chiến tranh vô tính họ gần như bị xóa sổ vì sự tranh giành quyền lực lẫn nhau.Để kết thúc việc này, một Sith tên là Darth Bane đả diệt hết tộc Sith chống đối và tạo nên luật tên "The Rule Of Two"(tức chỉ cho phép hai Sith là Một thầy một trò tồn tại trong cùng một thời điểm, suốt 1000 năm cho tới khi một Sith là Darth Sidious tên thật làPalpatine-một Chúa tể Sith sống sót với lớp vỏ bọc là một thượng nghị sĩ vươn lên nắm lấy quyền lực bằng cách gài vào các chiến binh vô tính một con chip điều khiển bộ não mà chỉ với Lệnh 66, gần như toàn bộ Jedi đã bị xóa sổ, hắn tạo nên Đế chế liên thiên hà đầu tiên của người Sith sau 6000 năm đấu tranh cùng với một học trò tên Darth Vader (người từng là Anakin Skywalker, một hiệp sĩ Jedi vĩ đại trong chiến tranh vô tính Chiến tranh giữa các vì sao (Phần I): Bóng ma đe dọa (1999). Như đã miêu tả ở phần đầu, thần lực bóng tối có thể dẫn đến nhiều khả năng được coi là phi tự nhiên.

## Tổng quan
Người Sith đề cao triết lý Sith và làm chủ Thần lực bóng tối. Thành viên của Sith gọi là Chúa tể Sith hay Chúa tể bóng đêm của Sith, thường dùng Darth trước tên của họ. Sith là kẻ thù truyền kiếp của giáo phái Jedi, giống họ, vũ khí Sith thường dùng là Gươm ánh sáng. Khác với cách sử dụng Thần lực của Jedi cho việc tốt, họ sử dụng Thần lực với mục đích sức mạnh, ham muốn và quyền lực.